# کساورچین
کساورچین (به لهستانی:  Ksawercin) یک روستا در لهستان است که در گمینا پوددنبیتسه واقع شده‌است.